# Coraggio, Devlin!
Coraggio, Devlin! è un romanzo giallo del 1991 scritto da Martin Edwards
.
È il numero 2772 della serie Il Giallo Mondadori.

## Edizioni
- Martin Edwards, Coraggio, Devlin!, Collana Il Giallo Mondadori n., Cles, Mondadori, 2002,  p. 232.